# 세이탄인
세이탄인(일본어: 清湛院 せいたんいん[*], 간세이 원년 3월 25일 (1789년 4월 20일) - 분카 14년 5월 29일 (1817년 7월 13일))은 에도 시대 후기의 여성이다. 오와리번 제 10대 번주 도쿠가와 나리토모의 정실이다. 11대 쇼군 도쿠가와 이에나리의 장녀 (남녀 포함 첫째)이다. 12대 쇼군 도쿠가와 이에요시의 이복누나이다. 이름은 히데히메(淑姫), 휘는 시즈코(鎮子)이다.

## 생애
간세이 원년 (1789년)에 11대 쇼군 도쿠가와 이에나리의 장녀로 태어났다. 생모는 측실인 오만노카타이다. 이에나리가 세는 나이 17세 (만 15세) 때에 태어난 남녀 포함 첫째아이이다.
태어난 이듬해인 간세이 2년 (1790년) 8월 28일, 오와리번 제 9대 번주 도쿠가와 무네치카의 적손 (양사자 하루유키의 장남) 고타로와 결혼이 정해졌다. 같은 해 11월 28일, 미다이도코로 시게히메가 양육을 담당했다. 간세이 5년 (1793년) 6월 3일, 고로타와 약혼을 하였지만, 이듬해인 간세이 6년 (1794년) 9월 2일, 고로타가 중병에 걸렸기 때문에 파혼을 요청하는 신청이 들어왔고, 다음 날인 3일, 고로타가 요절하였다.
간세이 8년 (1796년) 2월 5일, 도쿠가와 하루쿠니의 장남이자 히토츠바시 3대 당주 도쿠가와 나리아츠의 양사자가 되어있던 야스치요 (훗날의 나리토모)와 결혼이 정해졌다. 하루쿠니는 이에나리의 동생으로, 야스치요와 히데히메와는 사촌지간이다. 같은 해 11월 15일, 납채를 행했다. 간세이 10년 (1798년) 4월에 야스치요는 오와리번주 도쿠가와 무네치카의 양사자가 되었지만, 히데히메와의 약혼은 계속 되어, 이듬해 10월 13일에 오와리번 저택으로 출가하는 것이 정해졌다. 간세이 11년 (1799년) 11월 15일, 11세의 나이로 7살의 나리토모와 결혼했다. 같은 해 12월, 무네치카의 사망으로, 나리토모가 오와리번주가 되었다. 나리토모는 쇼군의 친척으로서는 이례적으로 빠른 벼슬 승진을 했지만, 부부가 성인이 된 후에도 자녀를 낳지 못했다. 분카 6년 (1809년) 9월 15일, 휘를 시즈코로 칭했다.
분카 14년 (1817년)에 향년 29세의 나이로 사망했다. 조죠지에 묻혔다.

## 참고문헌
- 「御系譜」 (『도쿠가와제가계보(徳川諸家系譜)2』)
- 「幕府祚胤伝」 (『도쿠가와제가계보(徳川諸家系譜)2』)